# Wheatland (Nuovo Messico)
Wheatland è una comunità non incorporata degli Stati Uniti d'America della contea di Quay nello Stato del Nuovo Messico. Si trova circa 15 miglia a sud di San Jon sulla New Mexico State Highway 469.

## Storia
Wheatland fa risalire i suoi inizi alla costruzione della sua prima scuola. Nella zona esistevano diverse scuole con una sola stanza, tra cui la North Bend School, la Blair School e l'Adobe School. Nel 1920, queste furono consolidate per formare la Wheatland School, che fu ospitata in un edificio a stucco costruito appositamente per lo scopo.
L'originale Wheatland School fu bruciata in un incendio nell'aprile del 1938. Fu sostituita da un nuovo edificio scolastico e una palestra costruiti dalla WPA. I nuovi edifici, rinforzati con acciaio e intonacati all'interno, utilizzavano rocce multicolori provenienti da una vicina cava. Allo stesso tempo venne costruita anche un insegnamento duplex. Completati nel 1939, gli edifici furono utilizzati solo come scuola fino all'inizio degli anni 1950, dopodiché furono usati come centro comunitario per un periodo prima di essere abbandonati.